# Homohadena retroversa
Homohadena retroversa är en fjärilsart som beskrevs av Morrison 1874. Homohadena retroversa ingår i släktet Homohadena och familjen nattflyn. Inga underarter finns listade i Catalogue of Life.